# 2e législature du Canada

La distribution des sièges dans le parlement pendant la 2e législature

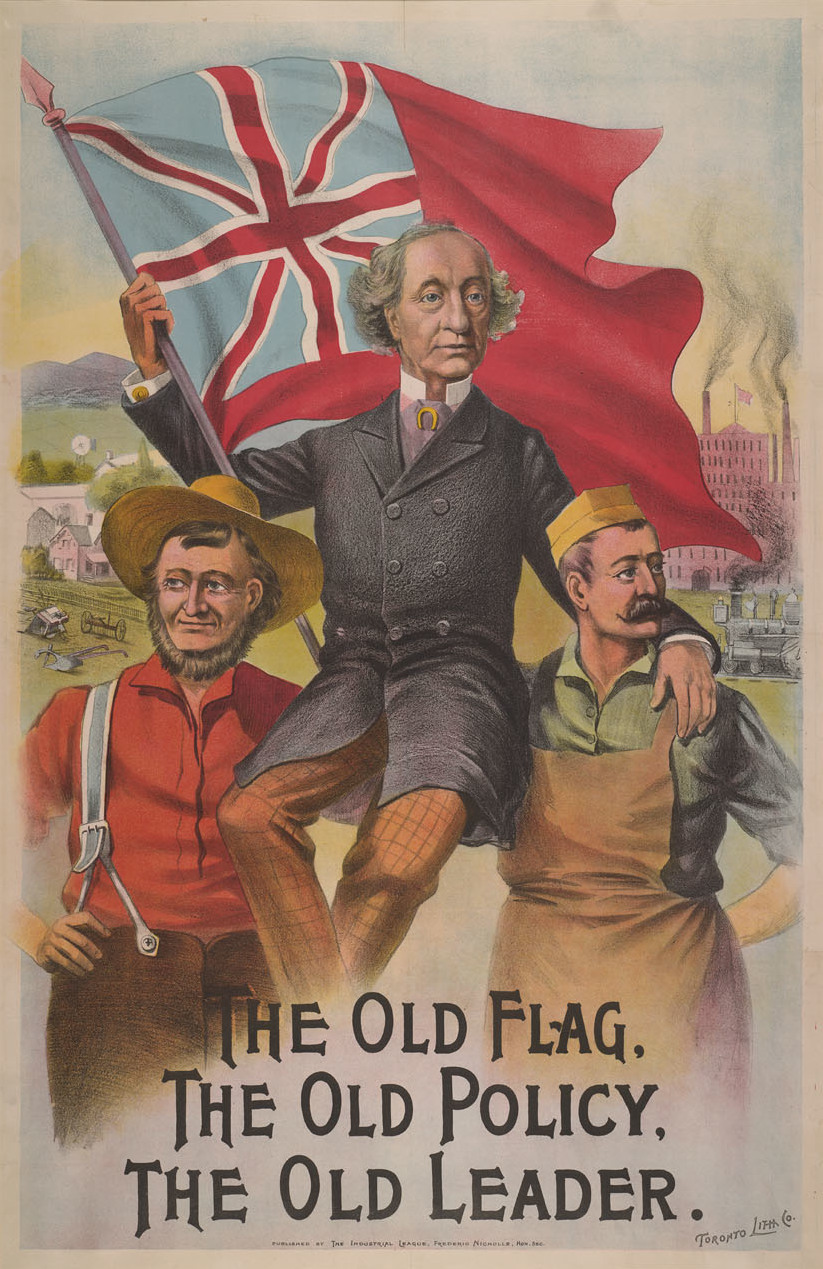
John A. Macdonald fut premier ministre lors de la majeure partie de la 2e législature canadienne

La 2e législature canadienne débuta du 5 mars 1873 jusqu'au 2 janvier 1874. Les députés la composant furent élus lors des élections de 1872 disputée du 20 juillet au 12 octobre 1872. Ce parlement fut légèrement modifié à la suite de démissions et d'élections partielles organisées avant sa dissolution.
Le Parti conservateur et libéral-conservateur dirigé par John A. Macdonald obtint une majorité parlementaire leur permettant de contrôler la 1re session. L'opposition officielle fut le Parti libéral dirigé par Alexander Mackenzie. Après un scandale au sein du Parti conservateur, les libéraux prennent le pouvoir pendant la 2e session. Le nouveau premier ministre, Alexander Mackenzie, déclenche rapidement les élections de 1874.
Le président de la Chambre des communes du Canada était James Cockburn, également président durant la 1re législature.
Il y eut 2 sessions pendant la 2e législature:
| Session | Début           | Fin             |
| ------- | --------------- | --------------- |
| 1re     | 5 mars 1873     | 13 août 1873    |
| 2e      | 23 octobre 1873 | 7 novembre 1873 |

## Colombie-Britannique

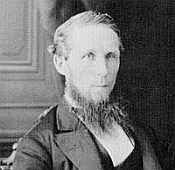
Alexander Mackenzie et le Parti libéral pris le pouvoir brièvement à la fin de la 2e législature

| Circonscription | Circonscription | Nom                     | Parti                |
| --------------- | --------------- | ----------------------- | -------------------- |
| Cariboo         |                 | Joshua Spencer Thompson | Libéral-conservateur |
| New Westminster |                 | Hugh Nelson             | Libéral-conservateur |
| Vancouver       |                 | Francis Hincks          | Libéral-conservateur |
| Victoria*       |                 | Henry Nathan Jr.        | Libéral              |
| Victoria*       |                 | Amor De Cosmos          | Libéral              |
| Yale            |                 | Edgar Dewdney           | Conservateur         |

## Manitoba
| Circonscription | Circonscription | Nom                                            | Parti                    |
| --------------- | --------------- | ---------------------------------------------- | ------------------------ |
| Lisgar          |                 | John Christian Schultz                         | Conservateur             |
| Marquette       |                 | Robert Cunningham                              | Libéral                  |
| Provencher      |                 | George-Étienne Cartier au 20 mai 1873 (décédé) | Libéral-conservateur     |
| Provencher      |                 | Louis Riel à partir du 13 octobre 1873         | Indépendant              |
| Selkirk         |                 | Donald A. Smith                                | Conservateur indépendant |

## Nouveau-Brunswick
| Circonscriptions électorales | Circonscriptions électorales | Nom                                                                                          | Parti                |
| ---------------------------- | ---------------------------- | -------------------------------------------------------------------------------------------- | -------------------- |
| Albert                       |                              | John Wallace                                                                                 | Libéral              |
| Carleton                     |                              | Charles Connell                                                                              | Libéral              |
| Charlotte                    |                              | John McAdam                                                                                  | Libéral-conservateur |
| Cité et Comté de Saint-Jean* |                              | Isaac Burpee                                                                                 | Libéral              |
| Cité et Comté de Saint-Jean* |                              | Acalus Lockwood Palmer                                                                       | Libéral              |
| Cité et comté de Saint-Jean  |                              | Samuel Leonard Tilley au 15 novembre 1873 (nommé Lieutenant-Gouverneur du Nouveau-Brunswick) | Libéral-conservateur |
| Cité et comté de Saint-Jean  |                              | Jeremiah De Veber du 1er décembre 1873                                                       | Libéral              |
| Gloucester                   |                              | Timothy Warren Anglin                                                                        | Libéral              |
| Kent                         |                              | Robert Barry Cutler                                                                          | Libéral              |
| King's                       |                              | James Domville                                                                               | Conservateur         |
| Northumberland               |                              | Peter Mitchell                                                                               | Indépendant          |
| Queen's                      |                              | John Ferris                                                                                  | Libéral              |
| Restigouche                  |                              | George Moffat                                                                                | Conservateur         |
| Sunbury                      |                              | Charles Burpee                                                                               | Libéral              |
| Victoria                     |                              | John Costigan                                                                                | Libéral-conservateur |
| Westmorland                  |                              | Albert James Smith                                                                           | Libéral              |
| York                         |                              | John Pickard                                                                                 | Libéral indépendant  |

Deux députés ayant redisputés leurs sièges lors d'élections partielles, furent réélus :
- Albert James Smith fut réélu dans Westmorland le 28 novembre 1873.
- Isaac Burpee fut réélu dans Cité et Comté de Saint-Jean le 1er décembre 1873.

## Nouvelle-Écosse
| Circonscription électorale | Circonscription électorale | Nom                                                                          | Parti                |
| -------------------------- | -------------------------- | ---------------------------------------------------------------------------- | -------------------- |
| Annapolis                  |                            | William Hallett Ray                                                          | Libéral              |
| Antigonish                 |                            | Hugh McDonald au 11 mai 1873 (nommé à la Cour suprême de la Nouvelle-Écosse) | Libéral-conservateur |
| Antigonish                 |                            | Angus McIsaac du 20 décembre 1873                                            | Libéral              |
| Cap Breton*                |                            | Newton LeGayet Mackay                                                        | Conservateur         |
| Cap Breton*                |                            | William McDonald                                                             | Conservateur         |
| Colchester                 |                            | Frederick M. Pearson                                                         | Libéral              |
| Cumberland                 |                            | Charles Tupper                                                               | Conservateur         |
| Digby                      |                            | Alfred William Savary                                                        | Conservateur         |
| Guysborough                |                            | Stewart Campbell                                                             | Libéral-conservateur |
| Halifax*                   |                            | William Johnston Almon                                                       | Libéral-conservateur |
| Halifax*                   |                            | Stephen Tobin                                                                | Libéral              |
| Hants                      |                            | Joseph Howe au 5 juillet 1873                                                | Libéral-conservateur |
| Hants                      |                            | Monson Henry Goudge du 5 juillet 1873                                        | Libéral              |
| Inverness                  |                            | Samuel McDonnell                                                             | Conservateur         |
| Kings                      |                            | Leverett de Veber Chipman                                                    | Libéral              |
| Lunenberg                  |                            | Charles Edward Church                                                        | Libéral              |
| Pictou*                    |                            | Robert Doull                                                                 | Libéral-conservateur |
| Pictou*                    |                            | James McDonald                                                               | Conservateur         |
| Queens                     |                            | James Fraser Forbes                                                          | Libéral              |
| Richmond                   |                            | Isaac Le Vesconte                                                            | Conservateur         |
| Shelburne                  |                            | Thomas Coffin                                                                | Libéral-conservateur |
| Victoria                   |                            | Thomas Ross au 11 juillet 1873                                               | Libéral              |
| Victoria                   |                            | William Ross du 20 décembre 1873                                             | Libéral              |
| Yarmouth                   |                            | Frank Killam                                                                 | Libéral              |

Deux députés ont été réélus lors d'élections partielles :
- Hugh McDonald fut réélu dans Antigonish le 7 juillet 1873 après avoir été nommé Ministre de la Milice et de la Défense
- Thomas Coffin fut réélu dans Shelburne le 11 juillet 1873 après avoir été nommé Receveur-général du Canada

## Ontario
| Circonscription              | Circonscription | Nom                                                                         | Parti                     |
| ---------------------------- | --------------- | --------------------------------------------------------------------------- | ------------------------- |
| Addington                    |                 | Schuyler Shibley                                                            | Libéral-conservateur      |
| Algoma                       |                 | John Beverley Robinson                                                      | Conservateur              |
| Bothwell                     |                 | David Mills                                                                 | Libéral                   |
| Brant-Nord                   |                 | Gavin Fleming                                                               | Libéral                   |
| Brant-Sud                    |                 | William Paterson                                                            | Libéral                   |
| Brockville                   |                 | Jacob Dockstader Buell                                                      | Libéral                   |
| Bruce-Nord                   |                 | John Gillies                                                                | Libéral                   |
| Bruce-Sud                    |                 | Edward Blake                                                                | Libéral                   |
| Cardwell                     |                 | John Hillyard Cameron                                                       | Conservateur              |
| Carleton                     |                 | John Rochester                                                              | Conservateur              |
| Cornwall                     |                 | Darby Bergin                                                                | Libéral-conservateur      |
| Dundas                       |                 | William Gibson                                                              | Libéral indépendant       |
| Durham-Est                   |                 | Lewis Ross                                                                  | Libéral réformiste        |
| Durham-Ouest                 |                 | Edward Blake au 10 avril 1873 (double élection)                             | Libéral                   |
| Durham-Ouest                 |                 | Edmund Burke Wood du 10 avril 1873                                          | Libéral                   |
| Elgin-Est                    |                 | William Harvey                                                              | Libéral                   |
| Elgin-Ouest                  |                 | George Elliott Casey                                                        | Libéral                   |
| Essex                        |                 | John O'Connor                                                               | Conservateur              |
| Frontenac                    |                 | George Airey Kirkpatrick                                                    | Conservateur              |
| Glengarry                    |                 | Donald Alexander MacDonald                                                  | Libéral                   |
| Grenville-Sud                |                 | William Henry Brouse                                                        | Libéral                   |
| Grey-Est                     |                 | William Kingston Flesher                                                    | Conservateur              |
| Grey-Nord                    |                 | George Snider                                                               | Libéral                   |
| Grey-Sud                     |                 | George Landerkin                                                            | Libéral                   |
| Haldimand                    |                 | David Thompson                                                              | Libéral                   |
| Halton                       |                 | John White                                                                  | Libéral                   |
| Hamilton*                    |                 | Daniel Black Chisholm                                                       | Libéral-conservateur      |
| Hamilton*                    |                 | Henry Buckingham Witton                                                     | Conservateur travailliste |
| Hastings-Est                 |                 | John White                                                                  | Conservateur              |
| Hastings-Nord                |                 | Mackenzie Bowell                                                            | Conservateur              |
| Hastings-Ouest               |                 | James Brown                                                                 | Conservateur              |
| Huron-Centre                 |                 | Horace Horton                                                               | Libéral                   |
| Huron-Nord                   |                 | Thomas Farrow                                                               | Libéral-conservateur      |
| Huron-Sud                    |                 | Malcolm Colin Cameron                                                       | Libéral                   |
| Kent                         |                 | Rufus Stephenson                                                            | Conservateur              |
| Kingston                     |                 | John A. Macdonald                                                           | Libéral-conservateur      |
| Lambton                      |                 | Alexander Mackenzie                                                         | Libéral                   |
| Lanark-Nord                  |                 | Daniel Galbraith                                                            | Libéral                   |
| Lanark-Sud                   |                 | John Graham Haggart                                                         | Conservateur              |
| Leeds-Nord et Grenville-Nord |                 | Francis Jones                                                               | Conservateur              |
| Leeds-Sud                    |                 | Albert Norton Richards                                                      | Libéral                   |
| Lennox                       |                 | Richard John Cartwright                                                     | Libéral                   |
| Lincoln                      |                 | Thomas Rodman Merritt                                                       | Libéral                   |
| London                       |                 | John Carling                                                                | Libéral-conservateur      |
| Middlesex-Est                |                 | David Glass                                                                 | Conservateur              |
| Middlesex-Nord               |                 | Thomas Scatcherd                                                            | Libéral                   |
| Middlesex-Ouest              |                 | George William Ross                                                         | Libéral                   |
| Monck                        |                 | James David Edgar                                                           | Libéral                   |
| Muskoka                      |                 | Alexander Peter Cockburn                                                    | Libéral                   |
| Niagara                      |                 | Angus Morrison                                                              | Conservateur              |
| Norfolk-Nord                 |                 | John Charlton                                                               | Libéral                   |
| Norfolk-Sud                  |                 | William Wallace                                                             | Conservateur              |
| Northumberland-Est           |                 | Joseph Keeler                                                               | Libéral-conservateur      |
| Northumberland-Ouest         |                 | James Cockburn                                                              | Conservateur              |
| Ontario-Nord                 |                 | William Henry Gibbs                                                         | Conservateur              |
| Ontario-Sud                  |                 | Thomas Nicholson Gibbs                                                      | Libéral-conservateur      |
| Ottawa*                      |                 | John Bower Lewis                                                            | Conservateur              |
| Ottawa*                      |                 | Joseph Merrill Currier                                                      | Libéral-conservateur      |
| Oxford-Nord                  |                 | Thomas Oliver                                                               | Libéral                   |
| Oxford-Sud                   |                 | Ebenezer Vining Bodwell                                                     | Libéral                   |
| Peel                         |                 | Robert Smith                                                                | Libéral                   |
| Perth-Nord                   |                 | Thomas Mayne Daly (père)                                                    | Libéral-conservateur      |
| Perth-Sud                    |                 | James Trow                                                                  | Libéral                   |
| Peterborough-Est             |                 | Peregrine Maitland Grover                                                   | Conservateur              |
| Peterborough-Ouest           |                 | John Bertram                                                                | Libéral                   |
| Peterborough-Ouest           |                 | William Cluxton (candidat non élu, mais désigné)(en)                        | Conservateur              |
| Prescott                     |                 | Albert Hagar                                                                | Libéral                   |
| Prince Edouard               |                 | Walter Ross                                                                 | Libéral                   |
| Renfrew-Nord                 |                 | James Findlay                                                               | Libéral                   |
| Renfrew-Sud                  |                 | James O'Reilly                                                              | Libéral-conservateur      |
| Russell                      |                 | James Alexander Grant                                                       | Conservateur              |
| Simcoe-Nord                  |                 | Herman Henry Cook                                                           | Libéral                   |
| Simcoe-Sud                   |                 | William Carruthers Little                                                   | Libéral-conservateur      |
| Stormont                     |                 | Cyril Archibald                                                             | Libéral                   |
| Toronto-Centre               |                 | Robert Wilkes                                                               | Libéral                   |
| Toronto-Est                  |                 | James Beaty                                                                 | Conservateur              |
| Toronto-Ouest                |                 | John Willoughby Crawford au 4 novembre 1873 (démission)                     | Conservateur              |
| Toronto-Ouest                |                 | Thomas Moss du 18 décembre 1873                                             | Libéral                   |
| Victoria-Nord                |                 | Joseph Staples                                                              | Conservateur              |
| Victoria-Sud                 |                 | George Dormer                                                               | Conservateur              |
| Waterloo-Nord                |                 | Isaac Erb Bowman                                                            | Libéral                   |
| Waterloo-Sud                 |                 | James Young                                                                 | Libéral                   |
| Welland                      |                 | Thomas Clark Street (meurt le 20 septembre 1872, 22 jours avant l'élection) | Conservateur              |
| Welland                      |                 | William Alexander Thomson du 23 novembre 1872                               | Libéral                   |
| Wellington-Centre            |                 | James Ross                                                                  | Libéral                   |
| Wellington-Nord              |                 | Nathaniel Higinbotham                                                       | Libéral                   |
| Wellington-Sud               |                 | David Stirton                                                               | Libéral                   |
| Wentworth-Nord               |                 | Thomas Bain                                                                 | Libéral                   |
| Wentworth-Sud                |                 | Joseph Rymal                                                                | Libéral                   |
| York-Est                     |                 | James Metcalfe                                                              | Libéral                   |
| York-Nord                    |                 | Anson Dodge                                                                 | Conservateur              |
| York-Ouest                   |                 | David Blain                                                                 | Libéral                   |

Cinq députés ont été réélus après avoir disputé des élections partielles :
- Thomas Nicholson Gibbs fut réélu dans Ontario-Sud le 7 juillet 1873.
- Alexander Mackenzie fut réélu dans Lambton le 25 novembre 1873.
- Donald Alexander MacDonald fut réélu dans Glengarry le 26 novembre 1873.
- Richard John Cartwright fut réélu dans Lennox le 3 décembre 1873.
- Edward Blake fut réélu dans Bruce-Sud le 4 décembre 1873.

## Québec
| Circonscriptions électorales | Circonscriptions électorales | Nom                                                                | Parti                |
| ---------------------------- | ---------------------------- | ------------------------------------------------------------------ | -------------------- |
| Argenteuil                   |                              | John Abbott                                                        | Libéral-conservateur |
| Bagot                        |                              | Pierre-Samuel Gendron                                              | Conservateur         |
| Beauce                       |                              | Christian Pozer                                                    | Libéral              |
| Beauharnois                  |                              | Ulysse-Janvier Robillard                                           | Conservateur         |
| Bellechasse                  |                              | Télesphore Fournier                                                | Libéral              |
| Berthier                     |                              | Anselme Homère Pâquet                                              | Libéral              |
| Bonaventure                  |                              | Théodore Robitaille                                                | Conservateur         |
| Brome                        |                              | Edward Carter                                                      | Conservateur         |
| Chambly                      |                              | Pierre-Basile Benoit                                               | Conservateur         |
| Champlain                    |                              | John Jones Ross                                                    | Conservateur         |
| Charlevoix                   |                              | Pierre-Alexis Tremblay                                             | Libéral              |
| Châteauguay                  |                              | Luther Hamilton Holton                                             | Libéral              |
| Chicoutimi—Saguenay          |                              | William Evan Price                                                 | Libéral              |
| Compton                      |                              | John Henry Pope                                                    | Libéral-conservateur |
| Dorchester                   |                              | Hector-Louis Langevin                                              | Conservateur         |
| Drummond—Arthabaska          |                              | Pierre-Nérée Dorion                                                | Libéral              |
| Gaspé                        |                              | Pierre Fortin                                                      | Conservateur         |
| Hochelaga                    |                              | Louis Beaubien                                                     | Conservateur         |
| Huntingdon                   |                              | Julius Scriver                                                     | Libéral              |
| Iberville                    |                              | François Béchard                                                   | Libéral              |
| Jacques-Cartier              |                              | Rodolphe Laflamme                                                  | Libéral              |
| Joliette                     |                              | Louis-François-Georges Baby                                        | Conservateur         |
| Kamouraska                   |                              | Charles Pelletier                                                  | Libéral              |
| Laprairie                    |                              | Alfred Pinsonneault                                                | Conservateur         |
| L'Assomption                 |                              | Louis Archambeault                                                 | Libéral-conservateur |
| Laval                        |                              | Joseph-Hyacinthe Bellerose au 10 juillet 1873 (Nommé au Sénat)     | Conservateur         |
| Laval                        |                              | Joseph-Aldéric Ouimet du 28 octobre 1873                           | Libéral-conservateur |
| Lévis                        |                              | Joseph Blanchet                                                    | Libéral-conservateur |
| L'Islet                      |                              | Philippe Baby Casgrain                                             | Libéral              |
| Lotbinière                   |                              | Henri Joly De Lotbinière                                           | Libéral              |
| Maskinongé                   |                              | Louis-Alphonse Boyer                                               | Libéral              |
| Mégantic                     |                              | Édouard-Émery Richard                                              | Libéral              |
| Missisquoi                   |                              | George Baker                                                       | Libéral-conservateur |
| Montcalm                     |                              | Firmin Dugas                                                       | Conservateur         |
| Montmagny                    |                              | Henri-Thomas Taschereau                                            | Libéral              |
| Montmorency                  |                              | Jean Langlois                                                      | Conservateur         |
| Montréal-Centre              |                              | Michael Patrick Ryan                                               | Libéral-conservateur |
| Montréal-Est                 |                              | Louis-Amable Jetté                                                 | Libéral              |
| Montréal-Ouest               |                              | John Young                                                         | Libéral              |
| Napierville                  |                              | Antoine-Aimé Dorion                                                | Libéral              |
| Nicolet                      |                              | Joseph Gaudet                                                      | Conservateur         |
| Comté d'Ottawa               |                              | Alonzo Wright                                                      | Libéral-conservateur |
| Pontiac                      |                              | William McKay Wright                                               | Libéral-conservateur |
| Portneuf                     |                              | Esdras Alfred de Saint-Georges                                     | Libéral              |
| Québec-Centre                |                              | Joseph-Édouard Cauchon                                             | Conservateur         |
| Comté de Québec              |                              | Pierre-Joseph-Olivier Chauveau au 20 février 1873 (Nommé au Sénat) | Conservateur         |
| Comté de Québec              |                              | Joseph-Philippe-René-Adolphe Caron du 28 mars 1873                 | Conservateur         |
| Québec-Est                   |                              | Adolphe Guillet dit Tourangeau                                     | Conservateur         |
| Québec-Ouest                 |                              | Thomas McGreevy                                                    | Libéral-conservateur |
| Richelieu                    |                              | Michel Mathieu                                                     | Conservateur         |
| Richmond—Wolfe               |                              | William Hoste Webb                                                 | Conservateur         |
| Rimouski                     |                              | Jean-Baptiste Romuald Fiset                                        | Libéral              |
| Rouville                     |                              | Honoré Mercier                                                     | Libéral              |
| Saint-Maurice                |                              | Élie Lacerte                                                       | Conservateur         |
| Shefford                     |                              | Lucius Seth Huntington                                             | Libéral              |
| Ville de Sherbrooke          |                              | Edward Towle Brooks                                                | Conservateur         |
| Soulanges                    |                              | Jacques-Philippe Lanthier                                          | Conservateur         |
| Saint-Hyacinthe              |                              | Louis Delorme                                                      | Libéral              |
| Saint-Jean                   |                              | François Bourassa                                                  | Libéral              |
| Stanstead                    |                              | Charles Carroll Colby                                              | Libéral-conservateur |
| Témiscouata                  |                              | Élie Mailloux                                                      | Conservateur         |
| Terrebonne                   |                              | Louis-Rodrigue Masson                                              | Conservateur         |
| Trois-Rivières               |                              | William McDougall                                                  | Conservateur         |
| Deux-Montagnes               |                              | Wilfrid Prévost                                                    | Libéral              |
| Vaudreuil                    |                              | Robert Harwood                                                     | Libéral-conservateur |
| Verchères                    |                              | Félix Geoffrion                                                    | Libéral              |
| Yamaska                      |                              | Joseph Duguay                                                      | Conservateur         |

Trois députés reprirent leur siège à la suite d'élections partielles :
- Télesphore Fournier réélu dans Bellechasse le 27 novembre 1873
- Théodore Robitaille réélu dans Bonaventure le 15 février 1873
- Antoine Aimé Dorion réélu dans Napierville le 27 novembre 1873

## Île-du-Prince-Édouard
La province de l'Île-du-Prince-Édouard entra dans la Confédération canadienne le 1er juillet 1873. Des élections partielles furent organisées le 29 septembre 1873 dans les trois circonscriptions représentant l'île et dans chacune desquelles furent élus deux députés.
| Circonscriptions électorales | Circonscriptions électorales | Nom                       | Parti                |
| ---------------------------- | ---------------------------- | ------------------------- | -------------------- |
| Comté de King*               |                              | Daniel Davies             | Conservateur         |
| Comté de King*               |                              | Augustine Colin Macdonald | Libéral-conservateur |
| Comté de Prince*             |                              | James Colledge Pope       | Conservateur         |
| Comté de Prince*             |                              | James Yeo                 | Libéral              |
| Comté de Queen*              |                              | David Laird               | Libéral              |
| Comté de Queen*              |                              | Peter Sinclair (père)     | Libéral              |

## Sources
- Site web du Parlement du Canada

- (en) Cet article est partiellement ou en totalité issu de l’article de Wikipédia en anglais intitulé « 2nd Canadian Parliament » (voir la liste des auteurs).